# 汕头邮政总局大楼
汕头邮政总局大楼（英文：The Swatow General Post Office），位于中国广东省汕头市汕头市外马路24号，为广东省文物保护单位，类型为近现代重要史迹及代表性建筑。

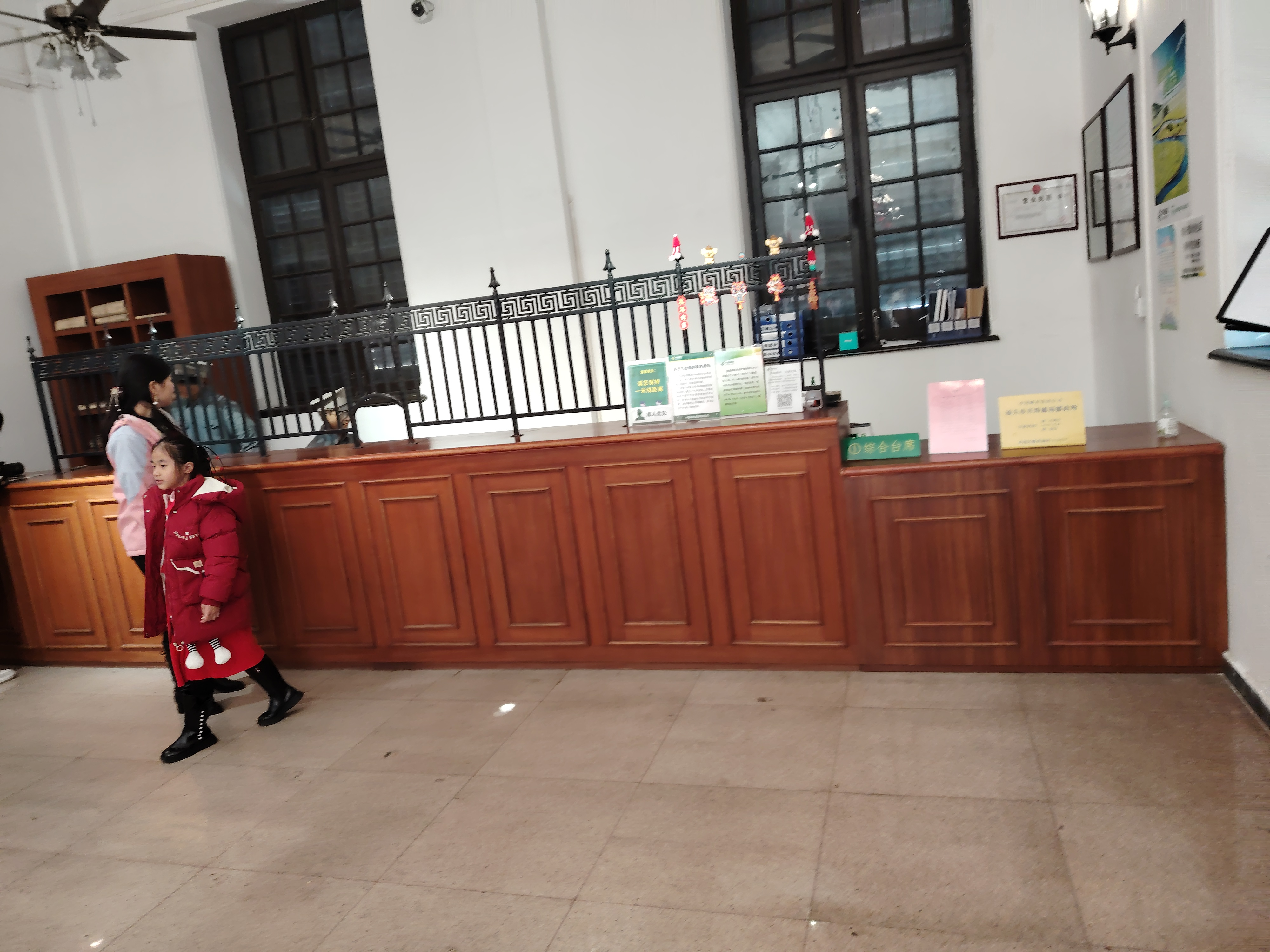
汕头旧邮政总局内部的老式业务窗口

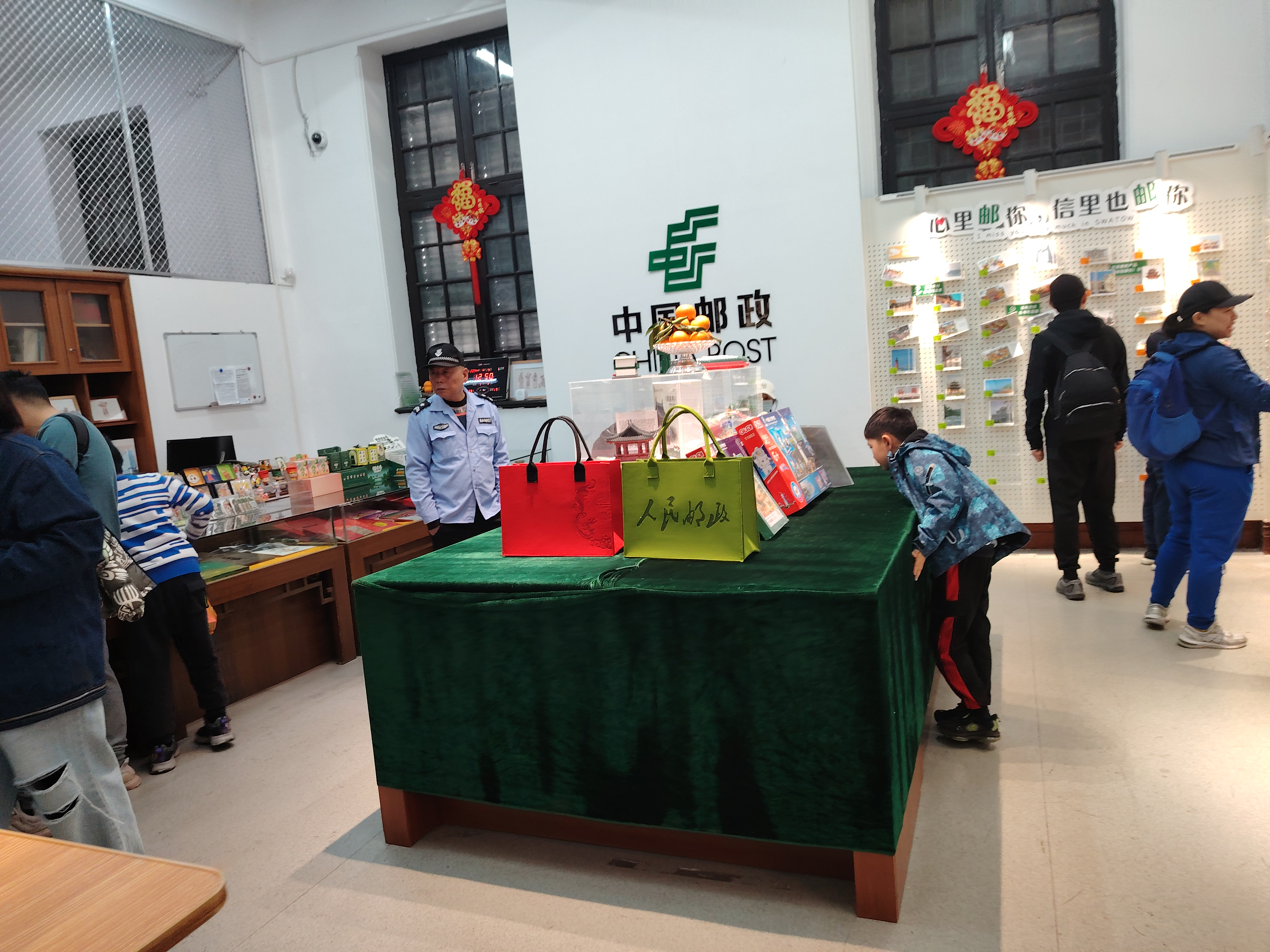
集邮销售及盖戳专区

## 历史
汕头邮政总局大楼于1922年竣工。2005年8月16日公布为汕头市文物保护单位，2019年4月19日公布为广东省文物保护单位。